# Strada statale 400 di Castelvetere
La strada statale 400 di Castelvetere (SS 400), ora in parte strada provinciale ex SS 400 di Castelvetere (SP ex SS 400), è una strada statale e provinciale italiana, che attraversa il territorio dell'Irpinia.

## Percorso
La strada ha origine staccandosi dalla strada statale 7 Via Appia nei pressi di Parolise, ove sorge il bivio tra il vecchio e il nuovo tracciato della Via Appia, conosciuto con il nome di Ofantina Bis. Proseguendo in direzione est, tocca gli abitati di Chiusano di San Domenico e Castelvetere sul Calore da dove parte la diramazione per Montemarano.
Il tracciato supera il fiume Calore nei pressi dell'incrocio con la ex strada statale 164 delle Croci di Acerno, proseguendo quindi ancora verso est raggiungendo i bivi per Castelfranci, Torella dei Lombardi e Sant'Angelo dei Lombardi, quest'ultimo in corrispondenza dell'innesto della strada statale 425 di Sant'Angelo dei Lombardi.
La strada prosegue quindi in direzione sud-est, raggiungendo di nuovo la strada statale 7 Via Appia alle porte di Lioni.
In seguito al decreto legislativo n. 112 del 1998, dal 17 ottobre 2001 la gestione del tratto Parolise-Bivio Sant'Angelo dei Lombardi (dal km 0,000 al km 29,400) è passata dall'ANAS alla Regione Campania che nella stessa data ha devoluto le competenze alla Provincia di Avellino. La chilometrica attuale è frutto di una revisione dovuta anche alla variazione di tracciato della strada statale 7 Via Appia che, incorporando la Variante Ofantina, ha fatto variare il caposaldo di partenza.

## Strada statale 400 dir di Castelvetere
La strada statale 400 dir di Castelvetere (SS 400 dir), ora strada provinciale ex SS 400 dir di Castelvetere (SP ex SS 400 dir), è una strada provinciale italiana.
Ha inizio diramandosi dalla ex SS 400 nei pressi di Castelvetere sul Calore e collega quest'ultimo con Montemarano, innestandosi sul vecchio tracciato della strada statale 7 Via Appia poco al di fuori del suo centro abitato.
In seguito al decreto legislativo n. 112 del 1998, dal 17 ottobre 2001 la gestione è passata dall'ANAS alla Regione Campania che nella stessa data ha devoluto le competenze alla Provincia di Avellino.